# Medaglia per il giubileo dei 60 anni delle forze armate dell'Unione Sovietica
La medaglia per il giubileo dei 60 anni delle forze armate dell'Unione Sovietica è stata un premio statale dell'Unione Sovietica.

## Storia
La medaglia venne istituita il 28 gennaio 1978.

## Assegnazione
La medaglia veniva assegnata a generali, ammiragli, ufficiali, marescialli, sergenti, sottufficiali, soldati e marinai che fossero membri delle Forze Armate dell'URSS, delle truppe del Ministero degli Affari Interni o del Ministero per la Sicurezza dello Stato il 23 febbraio 1978.

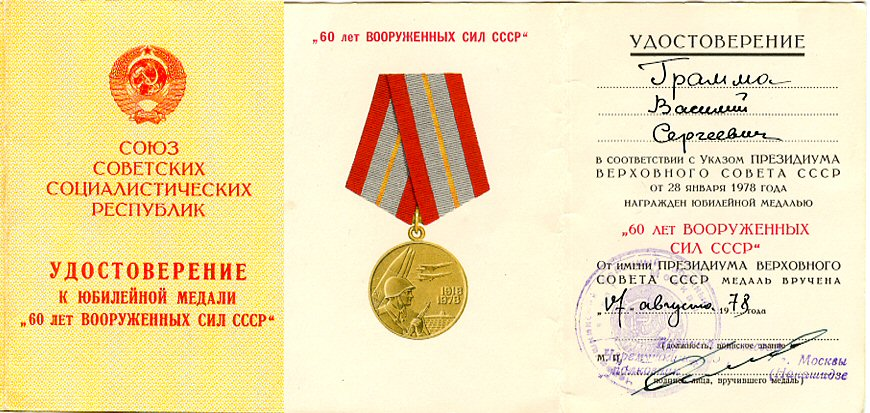
Documento di attestazione.

## Insegne
- La medaglia era di ottone. Il dritto raffigurava tre razzi rivolti verso il cielo verso a destra, in alto a destra, due jet militari che volano in formazione di livello verso destra, in primo piano in basso a sinistra, l'immagine in rilievo di un soldato sovietico con casco e fucile, alla sua destra all'orizzonte, l'immagine in rilievo di un sottomarino emerso dal mare, appena sopra il sottomarino, a destra, le date sovrapposte "1918" e "1978". Sul rovescio vi era le scritte lungo la circonferenza "SESSANT'ANNI" e "FORZE ARMATE DELL'URSS"(Russo: «Шестьдесят лет» и «Вооружённых Сил СССР») separate da una piccola stella a cinque punte. Al centro una stella a cinque punte con all'interno sovrapposti un fucile incrociato con una sciabola, una stella, un martello e un aratro.
- Il nastro era grigio con bordi rossi e con al centro una sottile striscia gialla.